# Comuna de Lipsk
Lipsk (polaco: Gmina Lipsk) é uma gminy (comuna) na Polónia, na voivodia de Podláquia e no condado de Augustów. A sede do condado é a cidade de Lipsk.
De acordo com os censos de 2004, a comuna tem 5724 habitantes, com uma densidade 31 hab/km².

## Área
Estende-se por uma área de 184,42 km², incluindo:
- área agricola: 64%
- área florestal: 22%

## Demografia
Dados de 30 de Junho 2004:
|                      | Total   | Total | Mulheres | Mulheres | Homens  | Homens |
| -------------------- | ------- | ----- | -------- | -------- | ------- | ------ |
|                      | pessoas | %     | pessoas  | %        | pessoas | %      |
| População            | 5724    | 100   | 2909     | 50,8     | 2815    | 49,2   |
| Densidade (pop./km²) | 31      | 100   | 15,8     | 15,8     | 15,3    | 15,3   |

De acordo com dados de 2002, o rendimento médio per capita ascendia a 1269,32 zł.